# Brevicornu concinnuse
Brevicornu concinnuse är en tvåvingeart som beskrevs av Wu, Xu och Yu 2004. Brevicornu concinnuse ingår i släktet Brevicornu och familjen svampmyggor. Inga underarter finns listade i Catalogue of Life.